# Arure (La Gomera)
Ne doit pas être confondu avec Arure.
Arure est un village de l'île de la Gomera dans l'archipel des îles Canaries. Il fait partie de la commune de Valle Gran Rey.

## Situation
Situé à l'ouest de La Gomera, le village d'Arure se trouve à une douzaine de kilomètres de l'Océan Atlantique et de La Calera, le siège administratif de la commune de Valle Gran Rey qui se trouve plus au sud. La localité se situe principalement sur versant nord du Barranco de Arure. L'altitude y avoisine les 800 m.
Le village est traversé sur environ 1 km par la route nationale GM-1 qui relie San Sebastián de la Gomera et le Parc national de Garajonay à Valle Gran Rey.

## Patrimoine
L'Ermita de Arure est une chapelle blanche rehaussée de pierre de lave. Elle se trouve dans la partie basse du village.
Le Mirador Ermita del Santo et le viaduc d'Arure se trouvent à proximité du village. On y accède par le Camino El Santo.

## Loisirs
Arure est le départ de randonnées à travers la montagne avoisinante.